# Manuel I. (Trapezunt)

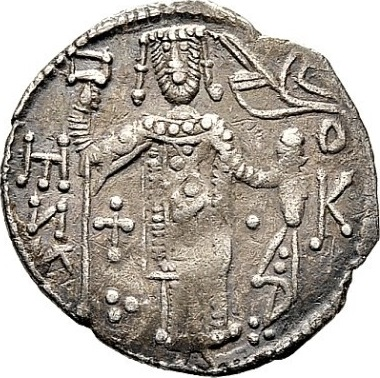
Silber-Asper, Manuel I. Komnenos von Trapezunt

Manuel I. Komnenos (* um 1218; † im März 1263) war von 1238 bis 1263 Kaiser und Großkomnene von Trapezunt.

## Leben
Manuel war der zweite Sohn Alexios’ I., des ersten Kaisers von Trapezunt, und seiner Frau Theodora Axuchina. Im Jahre 1238 folgte er seinem älteren Bruder Johannes I. auf den Thron. Während seiner Regierungszeit war Trapezunt zunächst ein Vasallenstaat der Seldschuken des Sultanats von Ikonion und dann ab 1243 nach dessen zeitweiligem Zusammenbruch im Gefolge der Schlacht vom Köse Dağ, bei der trapezuntische Truppen die seldschukischen Einheiten gegen die siegreichen Mongolen unterstützt hatten, abhängig von den Mongolen.
Im Jahre 1253 versuchte Manuel dynastische Bande mit dem französischen Königshaus zu knüpfen, da er sich von einer solchen Verbindung die Hilfe der Kreuzfahrer gegen die Seldschuken und die Laskariden von Nicäa versprach. Sein Ansinnen wurde jedoch von König Ludwig IX. zurückgewiesen, der Manuel nahelegte, sich lieber am Hof des lateinischen Kaiserreichs von Konstantinopel um eine Braut zu bemühen. In diesem Zusammenhang beschreibt der Zeitzeuge Jean de Joinville, dass Manuel anlässlich seiner Werbung viele kostbare Geschenke an Ludwig sandte, was auf einen gewissen Reichtum hindeutet.
Die Einnahme Bagdads durch die Mongolen unter Hülegü im Jahre 1258 und die damit einhergehende endgültige Zerstörung des Kalifats der Abbasiden hatte die Wiederbelebung einer nördlichen Handelsroute zur Folge, die von Armenien und dem oberen Euphrattal nach Erzurum und dann über den Zigana-Pass direkt nach Trapezunt führte. Dies zog einen ökonomischen Aufschwung in der Stadt nach sich, da die aus dem Osten über die Seidenstraße herangebrachten Waren nun zur Verschiffung hierher ans Schwarze Meer geschafft und nicht wie zuvor über die Hafenstädte des östlichen Mittelmeers weiter nach Westen geleitet wurden. Der daraus folgende zunehmende Wohlstand Trapezunts lässt sich auch an den vielen Silber- und Bronzemünzen ersehen, die Manuel prägen ließ. Diese zirkulierten in großer Zahl auch außerhalb des trapezuntischen Gebiets und hier namentlich in Georgien. Auch wenn einige der aus dieser Zeit aufgefundenen Bronzemünzen noch von Alexios I. stammen dürften und diverse Silberasper bereits unter Johannes I. geprägt worden sein müssen, stammt doch der weitaus größte Teil von Manuel.
Ihm ist auch die Wiedererrichtung der Hagia Sophia von Trapezunt zu verdanken. Das in den Jahren 1250 bis 1260 auf seine Veranlassung hin erneuerte Mönchsstift, heute ein Museum, ist eines der schönsten der aus dieser Periode noch erhaltenen kaiserlichen Prachtgebäude im byzantinischen Stil.
Als Michael VIII. Palaiologos von Nikaia 1261 die Rückeroberung der Stadt Konstantinopel vom lateinischen Kaiserreich gelang, verlangte er von Manuel die Aufgabe des Kaisertitels und der damit einhergehenden Ansprüche auf die Nachfolge der oströmischen Herrscher. Diesem Verlangen kam der trapezuntische Herrscher indes nicht nach.
Manuel starb 1263. Er hinterließ insgesamt vier Kinder, die sämtlich später den Thron bestiegen. Seine erste Gattin Anna Xylaloe, eine Edelfrau aus Trapezunt, gebar ihm einen Sohn, seinen unmittelbaren Nachfolger Andronikos II. Mit seiner zweiten Frau, einer iberischen Prinzessin namens Rusudan, hatte er die gemeinsame Tochter und spätere Kaiserin Theodora. Aus seiner dritten Ehe mit Irene Syrikaina, einer weiteren trapezuntischen Edelfrau, stammten schließlich die beiden Söhne und späteren Kaiser Georg und Johannes II.